# 行政航空4226號班機空難
行政航空4226號班機空難是行政航空一班的來回尼日卡諾馬拉姆·阿米努·卡諾國際機場（Mallam Aminu Kano International Airport）至拉各斯穆爾塔拉·穆罕默德國際機場定期航班，2002年5月4日，一架BAC 1-11客機於卡諾住宅區墜毀，機上有71名乘客遇難。